# Schizocosa minnesotensis
Schizocosa minnesotensis là một loài nhện trong họ Lycosidae.
Loài này thuộc chi Schizocosa. Schizocosa minnesotensis được Willis J. Gertsch miêu tả năm 1934.